# 北秋田市立鷹巣南小学校
北秋田市立鷹巣南小学校（きたあきたしりつたかのすみなみしょうがっこう）は、秋田県北秋田市七日市に存在した公立小学校。

## 学校概要
- 児童数	61名
- 学級数	7
- 教職員数 17名

学校教育目標
「自ら考え 豊かな心と たくましい体で 主体的に生きる子どもの育成」
めざす子ども像
笑顔いっぱい 夢いっぱい あったかハートで たくましく
- よく聞き、自ら学び考え、進んで表現する子ども
- 相手の気持ちを考えて、仲良く助け合う子ども
- めあてをもって、ねばり強く心と体を鍛える子ども

校歌
- 作詞 - 松橋 修一郎
- 作曲 - 木内 博

## 沿革
- 1874年（明治7年）8月1日 - 龍泉寺に七日市学校開校[1]
- 1878年（明治11年）7月 - 小猿部小学校と改称
- 1913年（大正2年）9月 - 七日市字中岱に校舎移転
- 1969年（昭和44年）4月1日 - 七日市小学校と坊山小学校を合併して鷹巣南小学校と改称[2]
- 1970年（昭和45年）4月 - 中央小学校学区の小森・中屋敷地区と葛黒小学校学区の大畑・下船木・吉ヶ沢・深沢地区を南小学校学区へ編入（名目統合）
- 1971年（昭和46年）11月 - 鉄筋コンクリート造3階建の校舎新築
- 1972年（昭和47年）4月 - 開校式を挙行し実質統合完了（児童数265名、9学級、職員数13名）
- 2005年（平成17年）3月22日 - 町村合併により、鷹巣町立から北秋田市立に変更
- 2009年（平成21年）4月1日 - 北秋田市立竜森小学校と統合
- 2015年（平成27年）8月5日 - 第50回交通安全子供自転車全国大会 団体4位 個人7位[3]
- 2020年（令和2年）4月1日 - 鷹巣南中学校の閉校[4]により、進学先中学校が鷹巣中学校になる。
- 2020年（令和2年）11月15日 - 閉校記念式典を行う[5]
- 2021年（令和3年）3月31日 - 鷹巣南小学校を廃止。（鷹巣中央小学校と統合して、旧鷹巣南中学校に、「清鷹小学校」を設置[6]。）

## 通学区域
- 七日市字、小森字、中屋敷字の 全地域[7]

## 進学先中学校
- 北秋田市立鷹巣中学校

## 学区内の主な施設
- 国道105号
- 国道285号
- 秋田県道324号大館能代空港東線
- 長寿の湯
- 湯ノ岱温泉
- 七日市郵便局
- 秋田県立比内支援学校たかのす校

## 交通
- 秋北バス「根木屋敷バス停」より徒歩3分
- 鷹巣インターチェンジより車で5分
- 大館能代空港より直線で約3.2km

## 出身者
- 中田紫乃